# Tiémoué Bakayoko
Tiémoué Bakayoko (París, Francia, 17 de agosto de 1994) es un futbolista francés que juega como centrocampista en el PAOK de Salónica F. C. de la Superliga de Grecia.
Después de sufrir una fractura en la pierna de joven, Bakayoko se unió a la academia del Stade Rennais a la edad de 13 años. A los 14 años, la academia Clairefontaine lo rechazó. Su carrera profesional comenzó en Rennes, donde hizo 24 apariciones antes de irse al Mónaco en 2014 por 7 millones £. En sus dos primeras temporadas en el club, Bakayoko hizo 31 apariciones en la Ligue 1, además fue titular en la temporada 2016-17, contribuyendo a la victoria del Mónaco en la obtención del título de la Ligue 1, además de ser nombrado en el equipo ideal de la Liga de Campeones de la UEFA 2016-17. En 2017, se unió al Chelsea por 40 millones £.
Bakayoko hizo su primera aparición para la selección de Francia en marzo de 2017.

## Trayectoria

### Inicios
Bakayoko nació en París el 17 de agosto de 1994 y jugó para el Olympique de París 15e a la edad de cinco años. A los nueve años, jugó para el C. A. París Charenton antes de irse al Montrogue F. C. 92. Bakayoko sufrió una fractura en la pierna que le impidió jugar al fútbol durante ocho meses. En 2008, a la edad de 13 años, se unió a la academia del Stade Rennais. A los 14 años, fue rechazado por la reconocida academia Clairefontaine.

### Stade Rennais
Hizo su debut con el equipo el 24 de agosto de 2013 en el partido contra Évian TG de la Ligue 1, jugando el partido completo, que terminó en 2-1.

### A. S. Mónaco

#### Temporada 2014-15

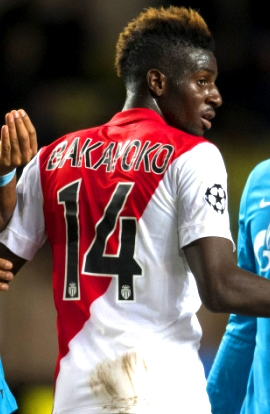
Bakayoko jugando para el A. S. Mónaco en 2014

Se unió al A. S. Mónaco en julio de 2014 por 7 millones £, e hizo su debut para el club el 10 de agosto de 2014 en el partido contra el Lorient de la Ligue 1. Fue reemplazado por Radamel Falcao después de 32 minutos en la derrota por 2-1 en casa. Su temprana sustitución con el técnico del Mónaco, Leonardo Jardim, creó una relación tensa entre los dos, con Bakayoko diciendo: "Desde entonces, algo se rompió entre él y yo". Después de su debut, logró jugar durante más de dos meses, pero sus lesiones le acabaron arruinando la temporada. Las dificultades entre Jardim y el continuaron, sintiéndose injustamente tratado por su técnico, que se había frustrado por el progreso de Bakayoko, cuestionó su actitud durante el entrenamiento y criticó a Bakayoko por haber llegado tarde a los entrenamientos.

#### Temporada 2016-17
Después de sus dos primeras temporadas en Mónaco, en las que realizó 31 actuaciones en la Ligue 1, Bakayoko decidió cambiar su comportamiento para alcanzar su potencial, que incluía pasar de una villa de lujo a un departamento y cambiar el color de su automóvil de rosa a negro. Además, comenzó a boxear, cambió su dieta y mejoró su fuerza. Fue ayudado por el ex internacional francés Claude Makélélé, quien había sido nombrado director técnico del Mónaco en 2016, sobre cómo mejorar su fútbol y cuidarse fuera del campo. Bakayoko también buscó el consejo de su ex entrenador juvenil en Rennes, Yannick Menú. Como resultado, y con Jérémy Toulalan y Mario Pašalić dejando el club en 2016, Bakayoko se convirtió en el titular indiscutible del Mónaco, ayudando al club a obtener el título de la Ligue 1 en la temporada 2016-17 y nombrado en el escuadrón de la Liga de Campeones de la UEFA 2016-17. Fue una temporada decisiva para Bakayoko. No solo se había establecido como pieza fundamental del equipo de Mónaco con actuaciones consistentes, tenía menos lesiones y su aplicación durante el entrenamiento ya no era criticada.
Durante el partido de ida y vuelta de la Liga de Campeones de la UEFA 2016-17 en el Stade Louis II el 15 de marzo de 2017, Bakayoko marcó el gol final (fue su primer gol en la UEFA Champions League) con un cabezazo de un Tiro libre de Thomas Lemar para ayudar a Mónaco a asegurar un gol vital contra el Manchester City. Mónaco ganó 3-1 y ganó el empate en la regla de goles como visitante (puntaje agregado 6–6).
Durante una entrevista, Bakayoko dijo que la recurrencia de una lesión en la rodilla en 2015 que provocó una grieta en el menisco le causó muchas molestias durante su última temporada en Mónaco: "La gente no sabe, pero durante toda la temporada pasada sufrí de mi rodilla. Realmente tuve que apretar los dientes en cada partido".

### Chelsea

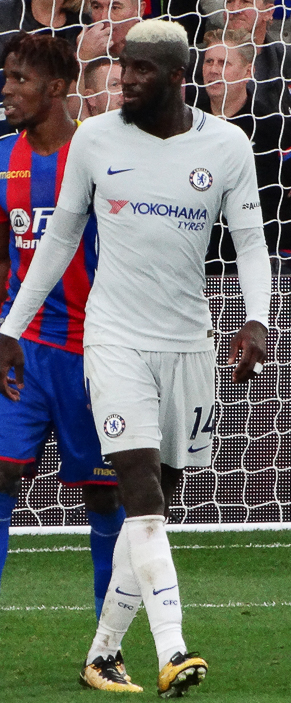
Bakayoko jugando para el Chelsea en 2017

El 15 de julio de 2017, Bakayoko firmó para Chelsea de la Premier League con un contrato de cinco años por una tarifa de alrededor de £ 40 millones, convirtiéndose en el segundo fichaje más caro del club en ese momento, después de Fernando Torres. Hizo su debut en el Chelsea con una victoria por 2-1 sobre el Tottenham Hotspur en la Premier League el 20 de agosto de 2017. El 5 de febrero, fue expulsado por primera vez en su carrera en el Chelsea, en la derrota por 4-1 ante Watford. Bakayoko fue amonestado por dos faltas, una sobre Étienne Capoue y la otra sobre Richarlison, ambas en la primera mitad.
Bakayoko no logró impresionar en su primera temporada. Fue criticado por sus actuaciones tanto por fanáticos como por expertos. Sus dos peores actuaciones fueron: el partido contra el Watford, donde fue expulsado después de solo 30 minutos, y la derrota por 3-0 ante el Newcastle United en el último día de la temporada de la Premier League.  
Bakayoko continuó su mala forma en la temporada 2018-19, lo culparon por el empate 1-1 ante el Inter de Milán partido de pretemporada, después de haber perdido la posesión en el mediocampo.

### A. C. Milan
El 14 de agosto de 2018, Bakayoko firmó con el A. C. Milan de la Serie A en un préstamo a una temporada por una tarifa de 5 millones € con opción de compra por 35 millones €.
Su carrera en Italia no tuvo un buen comienzo, fue criticado como 'confundido', 'un desastre' y 'desordenado' después de un mal desempeño en el partido de la Liga Europa de la UEFA contra Olympiacos, en el que regaló al equipo griego el primer partido en la victoria por 3-1. Sin embargo, su forma mejoró dramáticamente a finales de 2018. 
Bakayoko fue objeto de abuso racial por parte de los ultras de Lazio que viajaban durante el partido de vuelta de la semifinal de la Copa Italia contra la Lazio, en el que el juego no se suspendió y el Milan fue eliminado por 1-0.

### Regreso a Mónaco
El 31 de agosto de 2019, Bakayoko acordó volver a unirse al A. S. Mónaco de la Ligue 1 en préstamo hasta el final de la temporada 2019-20, con la opción de compra por una tarifa reportada de 42,5 millones de euros.

## Selección nacional
Bakayoko fue llamado por primera vez a la selección de Francia para enfrentar a Luxemburgo y España en marzo de 2017 después de que Paul Pogba se retirara por una lesión. Hizo su debut el 28 de marzo de 2017 contra este último, reemplazando a Adrien Rabiot en el medio tiempo en la derrota por 2-0 en casa.

### Participaciones con la selección
| Torneo                                | Sede   | Resultado        |
| ------------------------------------- | ------ | ---------------- |
| Copa Mundial de Fútbol Sub-17 de 2011 | México | Cuartos de final |

## Estadísticas

### Clubes
Actualizado al último partido disputado en mayo de 2025.
| Club                            | Div.          | Temporada     | Liga  | Liga  | Copas nacionales | Copas nacionales | Copas internacionales | Copas internacionales | Total | Total |
| Club                            | Div.          | Temporada     | Part. | Goles | Part.            | Goles            | Part.                 | Goles                 | Part. | Goles |
| ------------------------------- | ------------- | ------------- | ----- | ----- | ---------------- | ---------------- | --------------------- | --------------------- | ----- | ----- |
| Stade Rennes F. C. "II" Francia | 5.ª           | 2012-13       | 15    | 0     | —                | —                | —                     | —                     | 15    | 0     |
| Stade Rennes F. C. "II" Francia | 5.ª           | 2013-14       | 1     | 0     | —                | —                | —                     | —                     | 1     | 0     |
| Stade Rennes F. C. "II" Francia | Total club    | Total club    | 16    | 0     | 0                | 0                | 0                     | 0                     | 16    | 0     |
| Stade Rennes F. C. Francia      | 1.ª           | 2013-14       | 24    | 1     | 4                | 0                | —                     | —                     | 28    | 1     |
| Stade Rennes F. C. Francia      | Total club    | Total club    | 24    | 1     | 4                | 0                | 0                     | 0                     | 28    | 1     |
| A. S. Monaco F. C. Francia      | 1.ª           | 2014-15       | 12    | 0     | 3                | 0                | 3                     | 0                     | 18    | 0     |
| A. S. Monaco F. C. Francia      | 1.ª           | 2015-16       | 19    | 1     | 3                | 1                | 1                     | 0                     | 23    | 2     |
| A. S. Monaco F. C. Francia      | 1.ª           | 2016-17       | 32    | 2     | 5                | 0                | 14                    | 1                     | 51    | 3     |
| Chelsea F. C. Inglaterra        | 1.ª           | 2017-18       | 29    | 2     | 9                | 0                | 5                     | 1                     | 43    | 3     |
| Chelsea F. C. Inglaterra        | Total club    | Total club    | 29    | 2     | 9                | 0                | 5                     | 1                     | 43    | 3     |
| A. C. Milan · Italia            | 1.ª           | 2018-19       | 31    | 1     | 5                | 0                | 6                     | 0                     | 42    | 1     |
| A. S. Monaco F. C. Francia      | 1.ª           | 2019-20       | 20    | 1     | 3                | 0                | —                     | —                     | 20    | 1     |
| A. S. Monaco F. C. Francia      | Total club    | Total club    | 83    | 4     | 14               | 1                | 18                    | 1                     | 115   | 6     |
| S. S. C. Napoli · Italia        | 1.ª           | 2020-21       | 32    | 2     | 5                | 0                | 7                     | 0                     | 44    | 2     |
| S. S. C. Napoli · Italia        | Total club    | Total club    | 32    | 2     | 5                | 0                | 7                     | 0                     | 44    | 2     |
| A. C. Milan · Italia            | 1.ª           | 2021-22       | 14    | 0     | 1                | 0                | 3                     | 0                     | 18    | 0     |
| A. C. Milan · Italia            | 1.ª           | 2022-23       | 3     | 0     | 0                | 0                | 0                     | 0                     | 3     | 0     |
| A. C. Milan · Italia            | Total club    | Total club    | 48    | 1     | 6                | 0                | 9                     | 0                     | 63    | 1     |
| F. C. Lorient Francia           | 1.ª           | 2023-24       | 20    | 2     | 1                | 0                | —                     | —                     | 21    | 2     |
| F. C. Lorient Francia           | Total club    | Total club    | 20    | 2     | 1                | 0                | 0                     | 0                     | 21    | 2     |
| PAOK de Salónica F. C. · Grecia | 1.ª           | 2024-25       | 4     | 0     | 1                | 0                | 4                     | 0                     | 9     | 0     |
| PAOK de Salónica F. C. · Grecia | Total club    | Total club    | 4     | 0     | 1                | 0                | 4                     | 0                     | 9     | 0     |
| Total carrera                   | Total carrera | Total carrera | 256   | 12    | 40               | 1                | 43                    | 2                     | 339   | 15    |

## Palmarés

### Campeonatos nacionales
| Título  | Club               | País       | Año  |
| ------- | ------------------ | ---------- | ---- |
| Ligue 1 | A. S. Monaco F. C. | Francia    | 2017 |
| FA Cup  | Chelsea F. C.      | Inglaterra | 2018 |
| Serie A | A. C. Milan        | Italia     | 2022 |

### Distinciones individuales
| Distinción                                          | Año  |
| --------------------------------------------------- | ---- |
| Incluido en el Equipo ideal de la Liga de Campeones | 2017 |